# Карсан (Португалія)
Карсан (порт. Carção; МФА: [kaɾ.ˈsɐ̃w]) — парафія в Португалії, у муніципалітеті Віміозу. Розташована в північно-східній частині країни, на теренах історичної португальської провінції Трансмонтана. Входить до складу округу Браганса. За адміністративним поділом, чинним до 1976 року, терени парафії були складовою провінції Трансмонтана і Верхнє Дору. Належить до Брагансько-Мірандської діоцезії Католицької церкви. Патрон — Святий Хрест. Площа — 27,3387 км². Населення — 419 ос. (2011). Слабо урбанізований регіон. Густота населення — 15,33 осіб/км²
. Код — 041107.

## Населення
| Кількість мешканців | Кількість мешканців | Кількість мешканців | Кількість мешканців | Кількість мешканців | Кількість мешканців | Кількість мешканців | Кількість мешканців | Кількість мешканців | Кількість мешканців | Кількість мешканців | Кількість мешканців | Кількість мешканців | Кількість мешканців | Кількість мешканців |
| ------------------- | ------------------- | ------------------- | ------------------- | ------------------- | ------------------- | ------------------- | ------------------- | ------------------- | ------------------- | ------------------- | ------------------- | ------------------- | ------------------- | ------------------- |
| 1864                | 1878                | 1890                | 1900                | 1911                | 1920                | 1930                | 1940                | 1950                | 1960                | 1970                | 1981                | 1991                | 2001                | 2011                |
| 1 397               | 1 499               | 1 443               | 1 343               | 1 423               | 962                 | 1 011               | 1 161               | 1 180               | 1 310               | 977                 | 771                 | 612                 | 525                 | 419                 |